# Dörrfleisch
Als Dörrfleisch (auch Dürrfleisch) bezeichnet man verschiedene Fleischerzeugnisse. Allgemein wird es synonym zu Trockenfleisch und Rohpökelware verwendet.
Im Bereich der Fleischherstellung bezeichnet man damit eine Rohpökelware aus dem Schweinebauch, andere Bezeichnungen sind Bauchspeck und Frühstücksspeck. Diese besteht aus von Rippen und Brustknochen befreitem, meist noch Knorpel und Schwarte enthaltenden Schweinebauch.

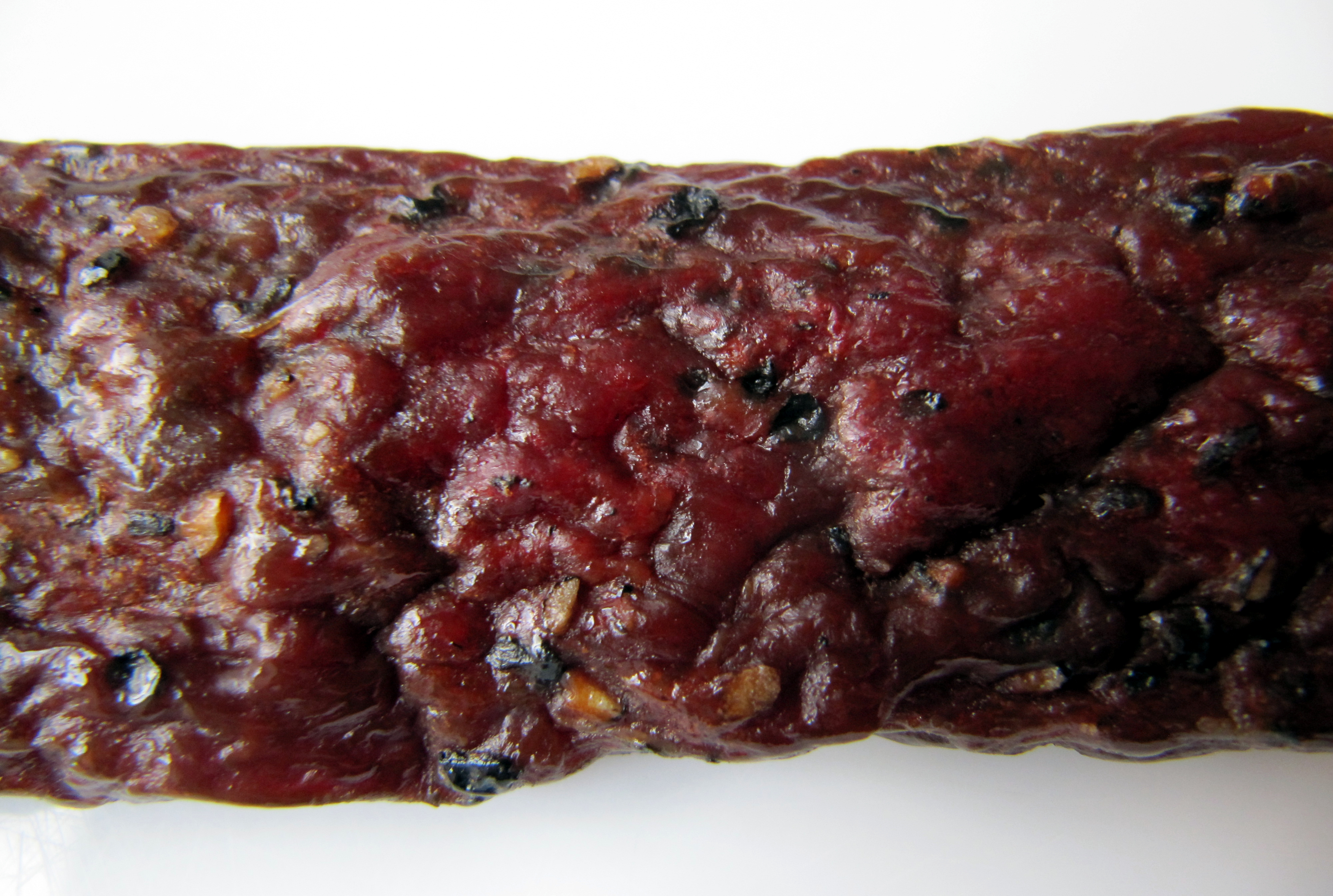
Dörrfleisch (Detailansicht)
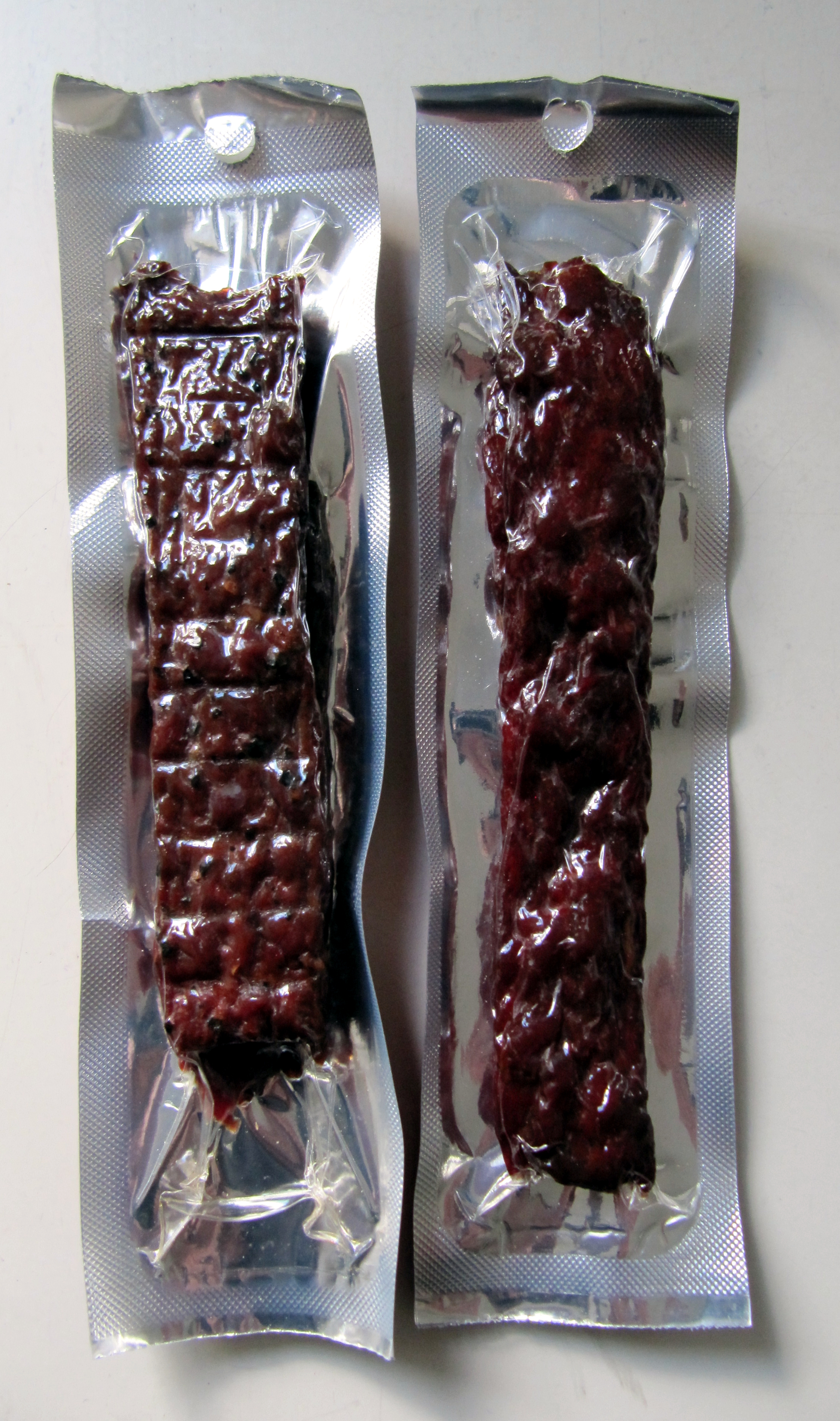
Dörrfleisch (verpackt)